# Susan Zuccotti
Susan Sessions Zuccotti (sinh ngày 14 tháng 11 năm 1940) là một nhà sử học người Mỹ, chuyên nghiên cứu về Holocaust. Bà có bằng PhD về Lịch sử châu Âu hiện đại của Đại học Columbia. Cô đã giành được Giải thưởng Sách Do Thái Quốc gia về Nghiên cứu Holocaust, và Premio Acqui Storia – Primo Lavoro cho Italians and the Holocaust (1987). Bà cũng nhận được Giải thưởng Sách Do Thái Quốc gia về Quan hệ Do Thái-Kitô giáo, và Sybil Halpern Milton Memorial Prize của Hiệp hội Nghiên cứu Đức năm 2002 cho Under His Very Windows (2000). Bà kết hôn với nhà bất động sản John Zuccotti, nhưng chồng bà đã qua đời vào năm 2015.
Zuccotti từng giảng dạy các khóa học về lịch sử Holocaust tại Barnard College và Trinity College.

## Nghiên cứu về vai trò của Vatican trong Holocaust
Zuccotti lập luận trong Under His Very Windows rằng Giáo hoàng Piô XII biết về việc giết người Do Thái hàng loạt trong Holocaust và đã có thể hành động nhiều hơn để ngăn chặn nó.

## Sách
- The Italians and the Holocaust: Persecution, Rescue and Survival (Nebraska: Nhà xuất bản Đại học Nebraska, 1987)
- The Holocaust, the French, and the Jews (Nebraska: University of Nebraska Press,1993)
- Under His Very Windows: The Vatican and the Holocaust in Italy (New Haven: Nhà xuất bản Đại học Yale, 2000)
- Holocaust Odysseys: The Jews of Saint-Martin-Vésubie and Their Flight Through France and Italy (New Haven: Yale University Press, 2007)[6]
- Pere Marie-Benoit and Jewish Rescue (Indiana: Nhà xuất bản Đại học Indiana, 2013)